# Цезарин
Цезарин (пол. Cezaryn) — село в Польщі, у гміні Жижин Пулавського повіту Люблінського воєводства.
Населення — 71 особа (2011).

## Демографія
Демографічна структура станом на 31 березня 2011 року:
|          | Загалом | Допрацездатний вік | Працездатний вік | Постпрацездатний вік |
| -------- | ------- | ------------------ | ---------------- | -------------------- |
| Чоловіки | 34      | 5                  | 26               | 3                    |
| Жінки    | 37      | 9                  | 13               | 15                   |
| Разом    | 71      | 14                 | 39               | 18                   |